# Dalechampia
Genre
Synonymes
- Cremophyllum Scheidw.
- Dalechampsia Post & Kuntze
- Megalostylis S.Moore
- Rhopalostylis Klotzsch ex Baill.

Dalechampia est un genre de plantes à fleurs de la famille des Euphorbiaceae et de la sous-tribu  monogénérique des Dalechampiinae. Ce genre est très répandu dans les zones tropicales de plaine (généralement en dessous de 2 000 m), principalement dans les Amériques avec un plus petit nombre d'espèces en Afrique, sur Madagascar et au sud de l'Asie, de nouvelles espèces sont encore décrites et plusieurs sont très rares et en danger d'extinction,,,.
Dalechampia a des fleurs unisexuées qui sont secondairement unies en fleurs bisexuées (pseudanthia), qui agissent comme unités de pollinisation. La pollinisation et l'évolution florale de ce genre ont été étudiées plus intensément que n'importe quel autre membre de la famille des euphorbes. Dans les Amériques néotropicales, la plupart des espèces sont pollinisées pendant la collecte de la résine par des abeilles femelles, y compris les abeilles Euglossine et Hypanthidium de la famille des Megachilidae, qui utilisent de la résine dans la construction de leurs nids. Environ une douzaine d'espèces néotropicales sont pollinisées par la collecte de parfum des abeilles Euglossine mâles qui utilisent ces parfums pour attirer les femelles pour l'accouplement. Il y a au moins trois périodes de pollinisation indépendantes depuis la pollinisation par les abeilles femelles collectrices de résine à la pollinisation par des abeilles mâles qui assemblent les parfums. De l’Afrique à l'Asie des espèces sont pollinisées par la collecte de résine des abeilles Megachilidae, mais des espèces malgaches sont pollinisées par des coléoptères qui se nourrissent de pollen et par la récolte de pollen des abeilles.
Deux espèces sont particulièrement d’un certain intérêt en horticulture, D. spathulata et D. aristolochiifolia, elles ont des fleurs brillantes particulièrement voyantes avec des bractées rose et violet. Dalechampia aristolochiifolia, du Pérou, est devenu très populaire ces derniers temps, mais elle a été publiée et distribuée à tort sous le nom de D. dioscoreifolia.
1. Dalechampia adscendens - Bolivie, Mato Grosso do Sul

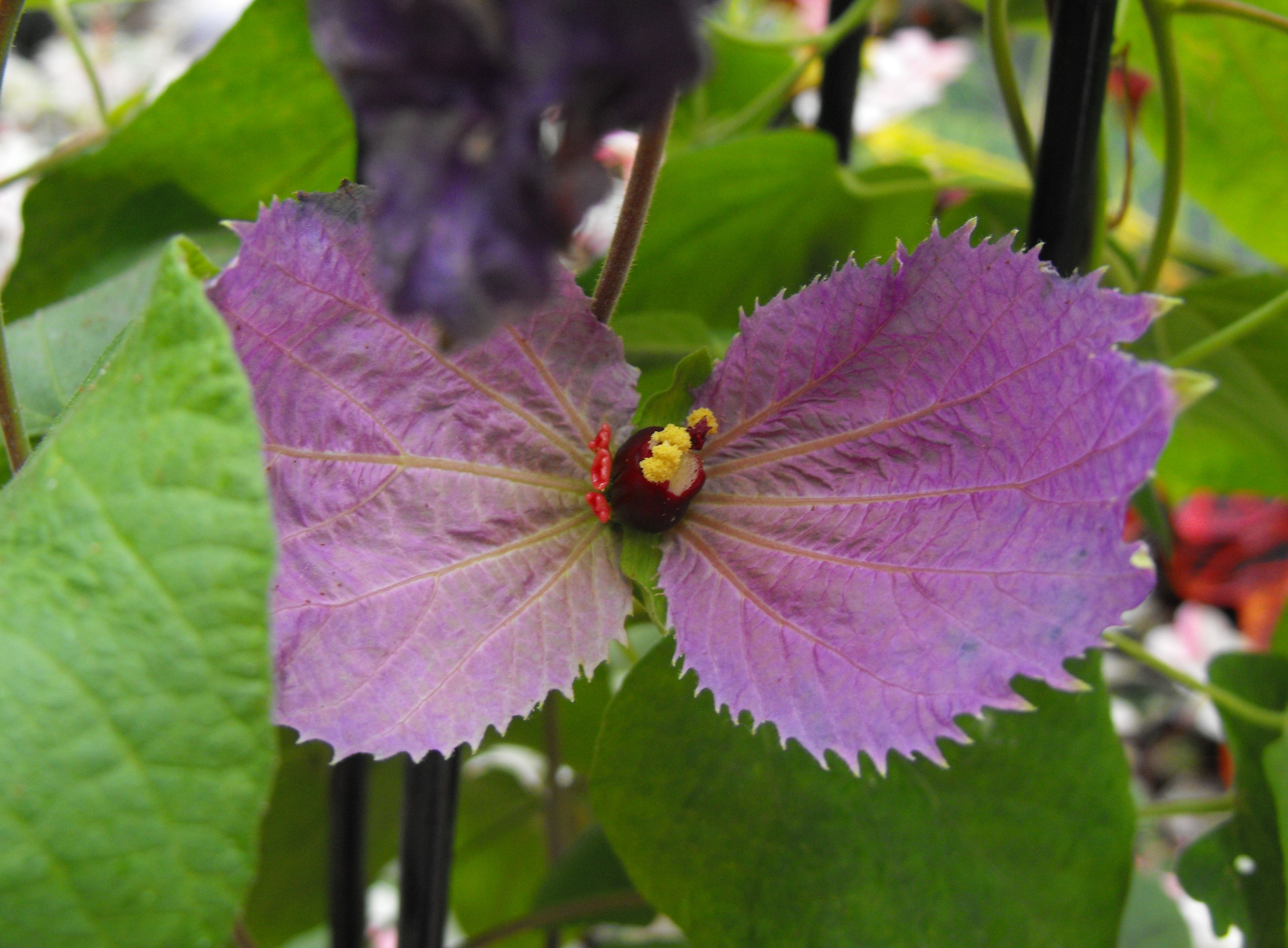
Dalechampia aristolochiifolia.

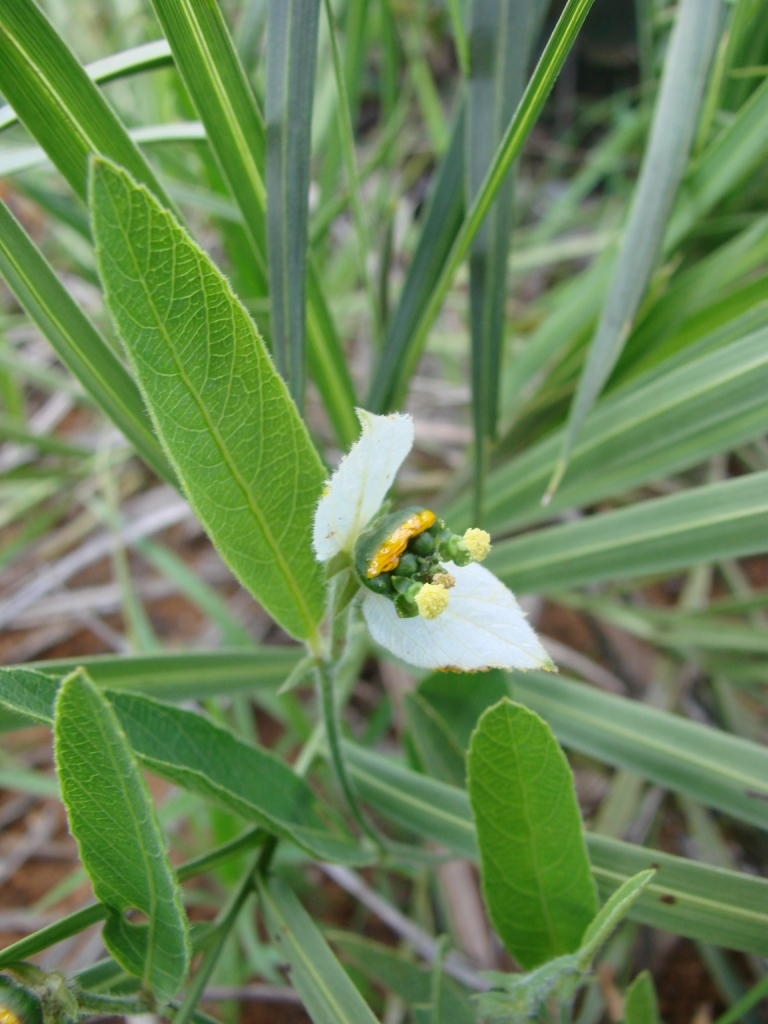
Dalechampia caperonioides.

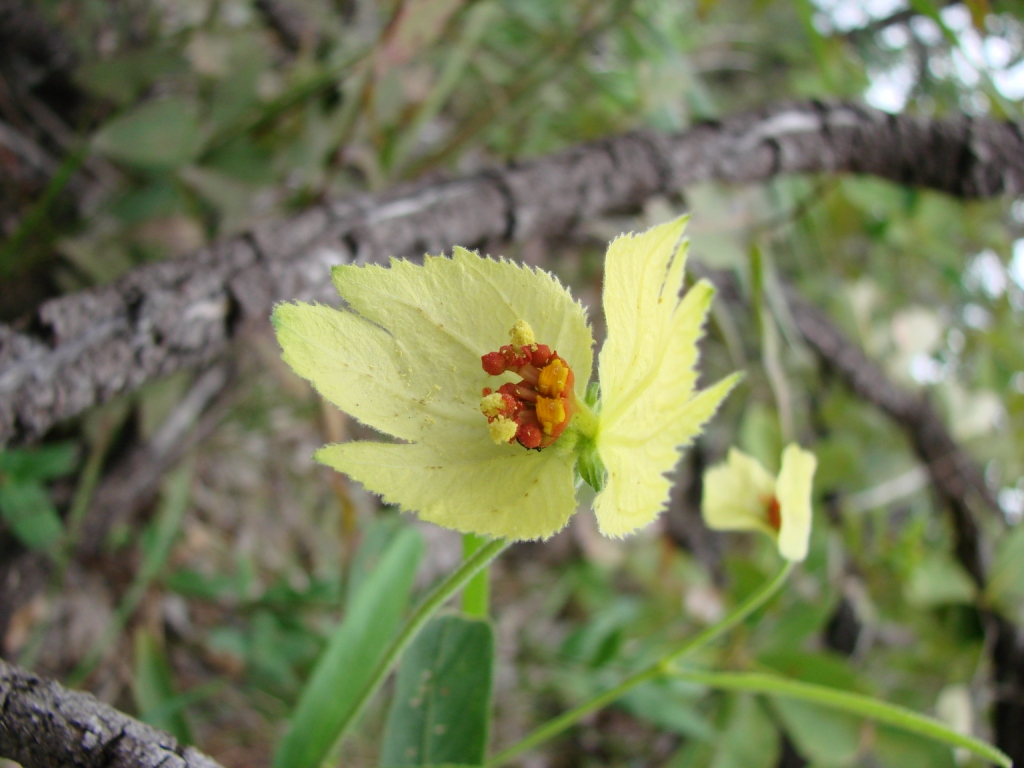
Dalechampia linearis.

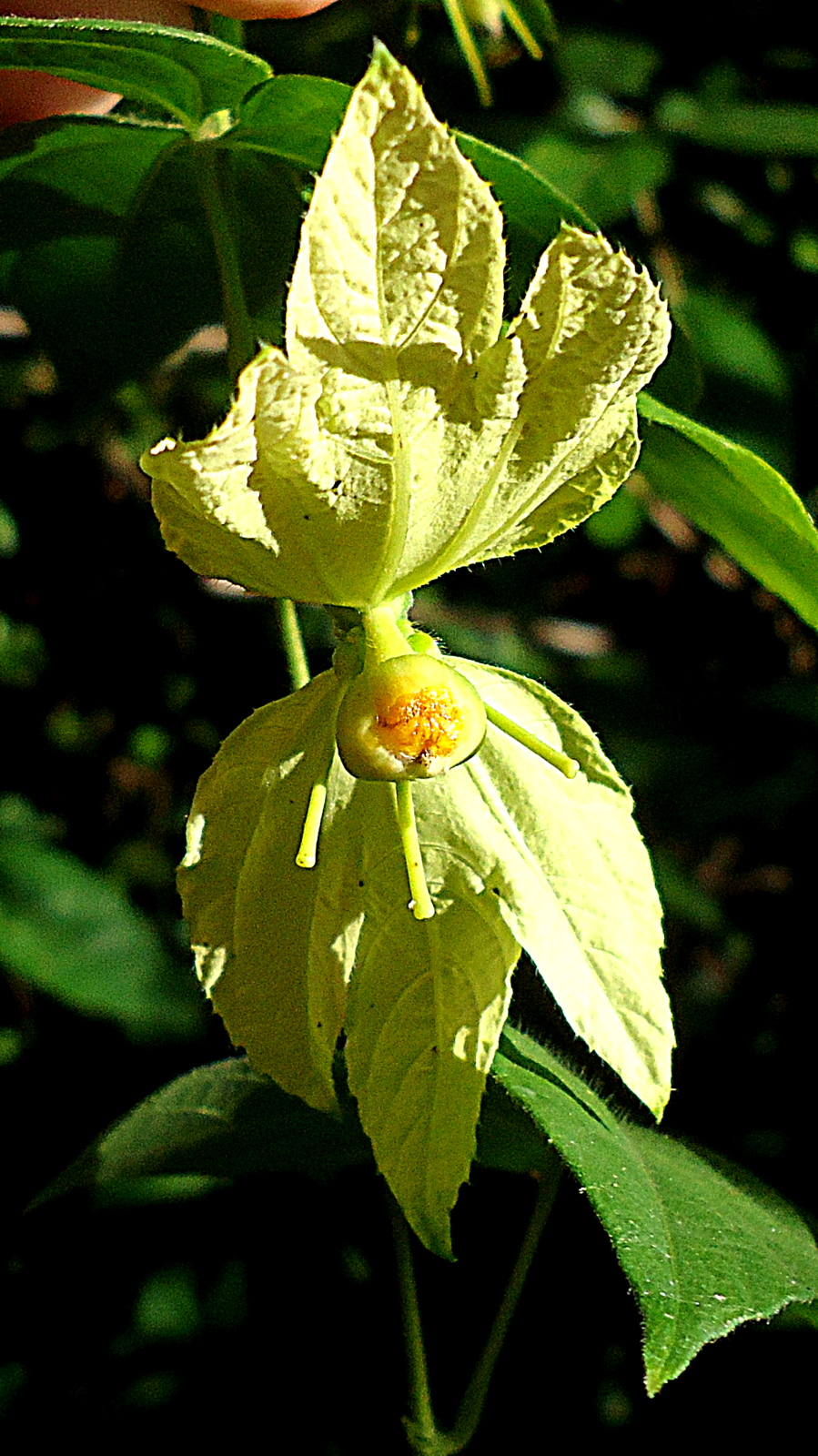
Dalechampia peckoltiana.

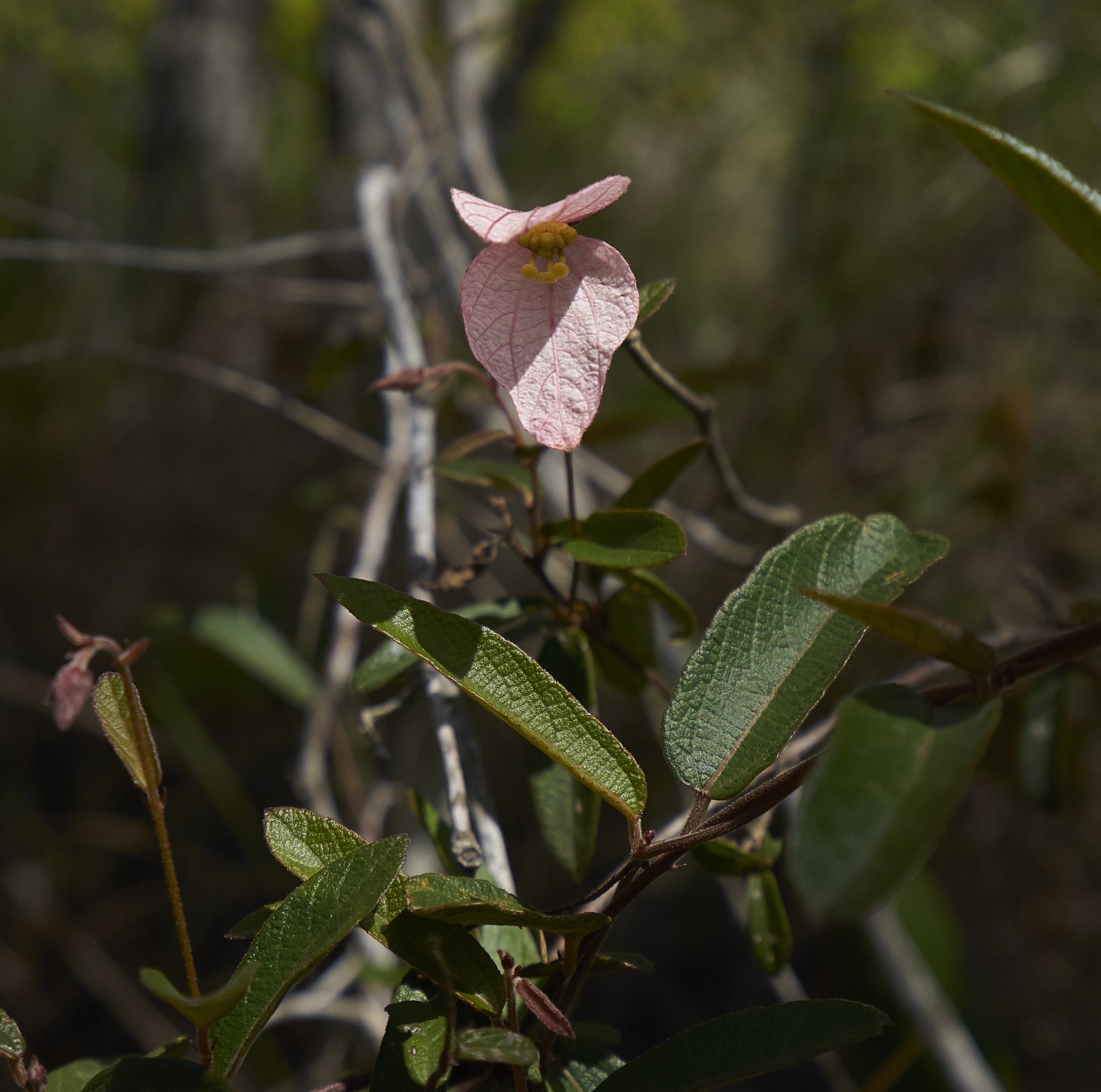
Dalechampia schippii.

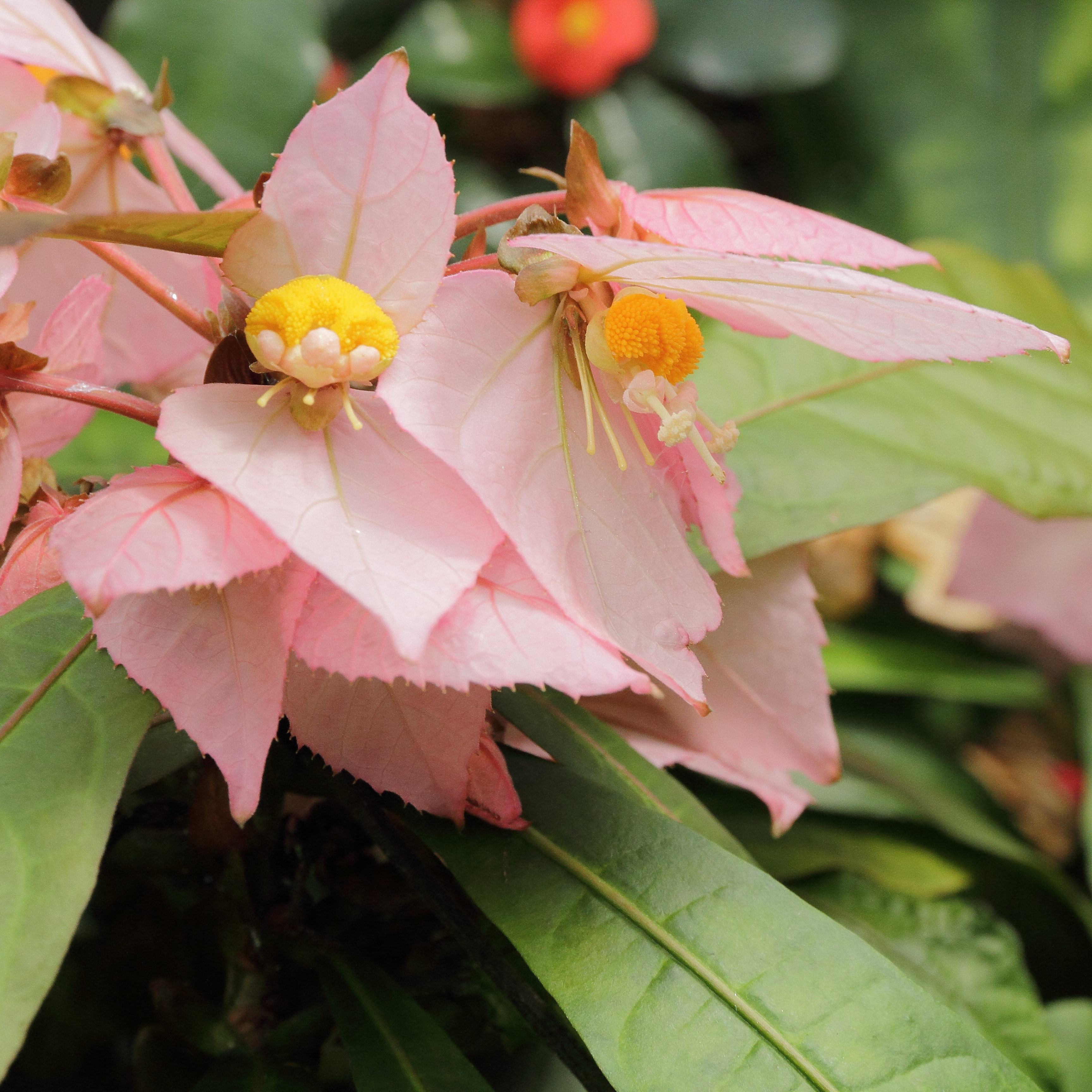
Dalechampia spathulata.

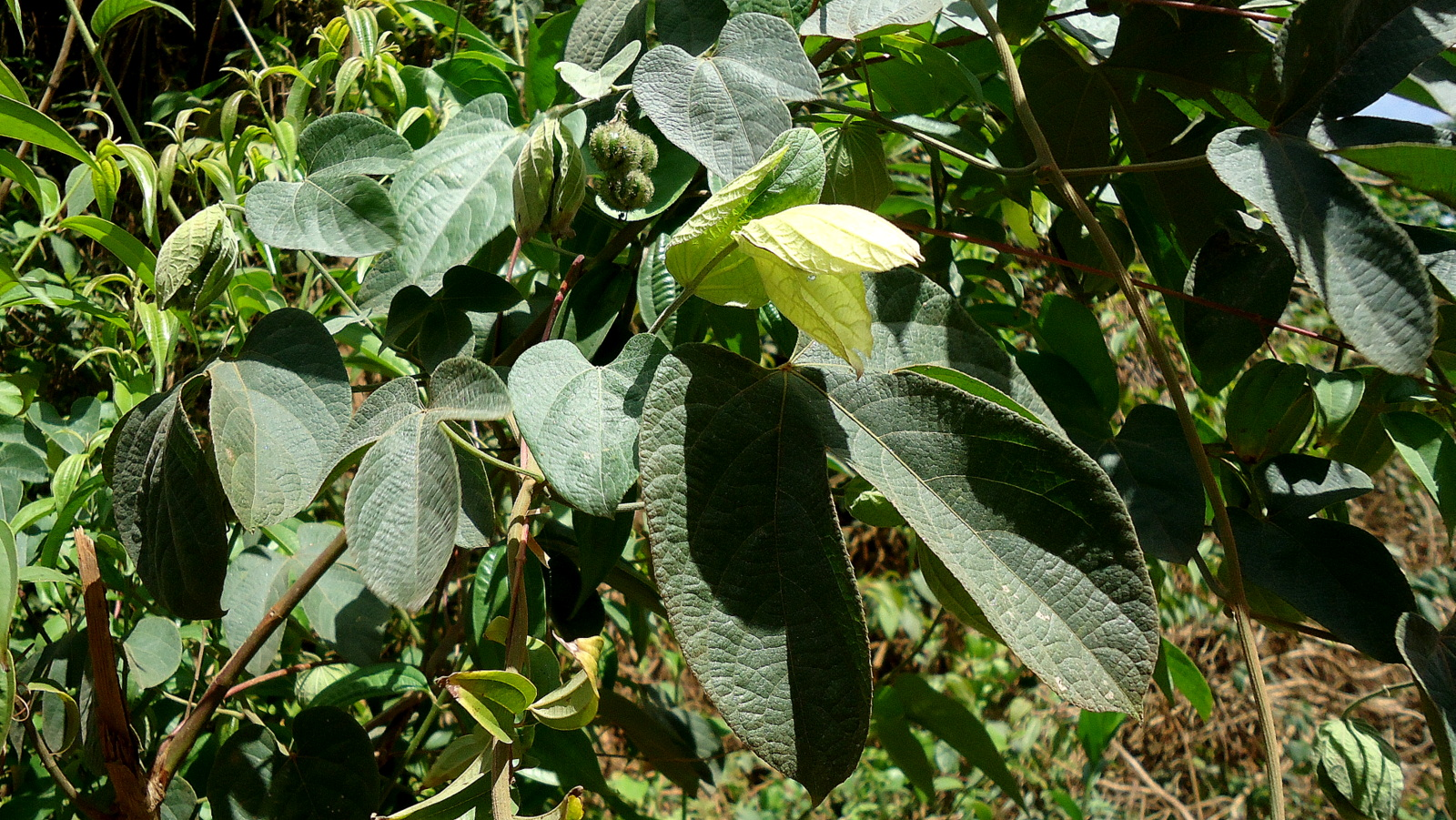
Dalechampia tiliifolia.

2. Dalechampia affinis - Nord de l'Amérique du Sud
3. Dalechampia alata - Bahia, Rio de Janeiro
4. Dalechampia albibracteosa - El Beni
5. Dalechampia allemii - Bahia
6. Dalechampia anomala - Paraguay, Paraná
7. Dalechampia arciana - Bahia
8. Dalechampia arenalensis - Costa Rica
9. Dalechampia aristolochiifolia - Pérou
10. Dalechampia armbrusteri - Bahia, Espírito Santo
11. Dalechampia attenuistylus - Venezuela, Suriname, Guyane
12. Dalechampia bangii - Bolivie, Paraguay, Rio Grande do Sul
13. Dalechampia bernieri - Madagascar
14. Dalechampia bidentata - Yunnan, Sud-Est de l'Asie
15. Dalechampia boliviana - Bolivie, Paraguay, Rio Grande do Sul
16. Dalechampia brasiliensis - Est du Brésil
17. Dalechampia brevicolumna - Suriname, Guyane
18. Dalechampia brevipedunculata - Amazonas au Brésil
19. Dalechampia brevipes - Mato Grosso, Mato Grosso do Sul, São Paulo
20. Dalechampia brownsbergensis - Nord-Est de l'Amérique du Sud
21. Dalechampia burchellii - Goiás
22. Dalechampia burgeriana - Costa Rica
23. Dalechampia burmanica - Myanmar
24. Dalechampia canescens - Sud-Est de l'Amérique centrale, Nord-Ouest de l'Amérique du Sud
25. Dalechampia capensis - Est et Sud de l'Afrique
26. Dalechampia caperonioides - Goiás, Brasília, Minas Gerais
27. Dalechampia catati - Madagascar
28. Dalechampia chevalieri - Cameroun, République Centrafricaine
29. Dalechampia chlorocephala - Madagascar
30. Dalechampia cissifolia - Mexique, Amérique centrale, Nord-Ouest + Ouest de l'Amérique du Sud
31. Dalechampia clausseniana - Brésil
32. Dalechampia clematidifolia - Madagascar
33. Dalechampia convolvuloides - Est du Brésil
34. Dalechampia coriacea - Bahia
35. Dalechampia cujabensis - Mato Grosso
36. Dalechampia decaryi - Madagascar
37. Dalechampia denticulata - Cuba
38. Dalechampia dioscoreifolia - du Nicaragua à la Bolivie
39. Dalechampia elongata - Nord de la Thaïlande
40. Dalechampia falcata - Cambodge, Thaïlande, Viêt Nam
41. Dalechampia fernandesii - Ceará
42. Dalechampia ficifolia - Est du Brésil
43. Dalechampia fragrans - Suriname, Guyane
44. Dalechampia francisceana - Minas Gerais
45. Dalechampia galpinii - Afrique australe
46. Dalechampia gentryi - Pérou, Nord-Ouest du Brésil
47. Dalechampia glechomifolia - Sud du Brésil, Misiones
48. Dalechampia granadilla - Rio de Janeiro
49. Dalechampia guaranitica - Paraguay
50. Dalechampia hassleriana - Paraguay, Paraná
51. Dalechampia hastata - Amazonas au Brésil
52. Dalechampia herzogiana - Bolivie, Mato Grosso do Sul
53. Dalechampia heterobractea - Nord du Brésil, Venezuela, Guyanes
54. Dalechampia hispida - Pérou, Équateur
55. Dalechampia humilis - Brésil
56. Dalechampia hutchisoniana - Pérou
57. Dalechampia ilheotica - Pernambouc, Bahia
58. Dalechampia indica - Sud de l'Inde, Sri Lanka
59. Dalechampia ipomoeifolia - Afrique tropicale
60. Dalechampia juruana - Nord-Ouest de l'Amérique du Sud
61. Dalechampia karsteniana - Nord de la Colombie
62. Dalechampia katangensis - Katanga
63. Dalechampia laevigata - Sud du Mexique, Belize, Honduras
64. Dalechampia leandrii - Rio de Janeiro
65. Dalechampia leucophylla - Goiás
66. Dalechampia liesneri - Sud du Venezuela, Nord-Ouest du Brésil
67. Dalechampia linearis - Brésil, Paraguay
68. Dalechampia luetzelburgii - Ceará, Pernambouc, Bahia
69. Dalechampia magnistipulata - Veracruz, Oaxaca
70. Dalechampia magnoliifolia - Nord + Ouest de l'Amérique du Sud
71. Dalechampia martiana - São Paulo
72. Dalechampia megacarpa - Sud du Venezuela, Nord-Ouest du Brésil
73. Dalechampia meridionalis - Uruguay, Sud du Brésil
74. Dalechampia micrantha - Nord + Nord-Ouest de l'Amérique du Sud
75. Dalechampia micromeria - Sud du Brésil, Paraguay
76. Dalechampia occidentalis - Mato Grosso
77. Dalechampia olfersiana - Minas Gerais
78. Dalechampia olympiana - Amazonas au Brésil
79. Dalechampia osana - Péninsule d'Osa
80. Dalechampia papillistigma - Bolívar
81. Dalechampia parvibracteata - Nord-Est de l'Amérique du Sud
82. Dalechampia pavoniifolia - Somalie
83. Dalechampia peckoltiana - Rio de Janeiro
84. Dalechampia pentaphylla - Brésil
85. Dalechampia pernambucensis - Ceará, Pernambouc
86. Dalechampia perrieri - Madagascar
87. Dalechampia psilogyne - Goiás
88. Dalechampia purpurata - Bahia
89. Dalechampia regnellii - Minas Gerais
90. Dalechampia reitzkleinii - Santa Catarina
91. Dalechampia riedeliana - Mato Grosso
92. Dalechampia riparia - Santa Catarina
93. Dalechampia rubrivenia- Paraguay
94. Dalechampia scandens - Amerique Latine, Antilles
95. Dalechampia schenckiana -  Pernambouc
96. Dalechampia schippii - Belize
97. Dalechampia schottii - Yucatán
98. Dalechampia serrula - Canindeyú
99. Dalechampia shankii - Amérique centrale, Colombie, Équateur
100. Dalechampia sinuata - Madagascar
101. Dalechampia spathulata - Amérique centrale, Sud du Mexique
102. Dalechampia stenoloba - Karnataka
103. Dalechampia stenosepala - Sud du Brésil, Paraguay, Nord-Est de l'Argentine
104. Dalechampia stipulacea - Amérique du Sud
105. Dalechampia subintegra - Bahia
106. Dalechampia subternata - Madagascar
107. Dalechampia sylvestris - Brésil, Paraguay, Bolivie
108. Dalechampia tamifolia - Maurice, Comores, Madagascar, Sud-Ouest de l'Inde
109. Dalechampia tenuiramea - Brésil, Sud du Venezuela, Bolivie
110. Dalechampia tiliifolia - Amérique centrale, Sud du Mexique, Nord + Ouest de l'Amérique du Sud, Trinité
111. Dalechampia trifoliata - Est de l'Afrique
112. Dalechampia triphylla - Veracruz, Tabasco, São Paulo, Rio de Janeiro
113. Dalechampia uleana  - Brésil, Pérou, Bolivie
114. Dalechampia ulmifolia - Est du Paraguay, Rio Grande do Sul, Misiones
115. Dalechampia variifolia - Minas Gerais
116. Dalechampia velutina - Tamil Nadu
117. Dalechampia violacea - Rio Grande do Sul
118. Dalechampia viridissima - Bahia, Espírito Santo
119. Dalechampia weberbaueri - Pérou
120. Dalechampia websteri - Nicaragua, Costa Rica, Panama
121. Dalechampia weddelliana - Goiás, Mato Grosso, Mato Grosso do Sul, Paraguay